# John Sutter

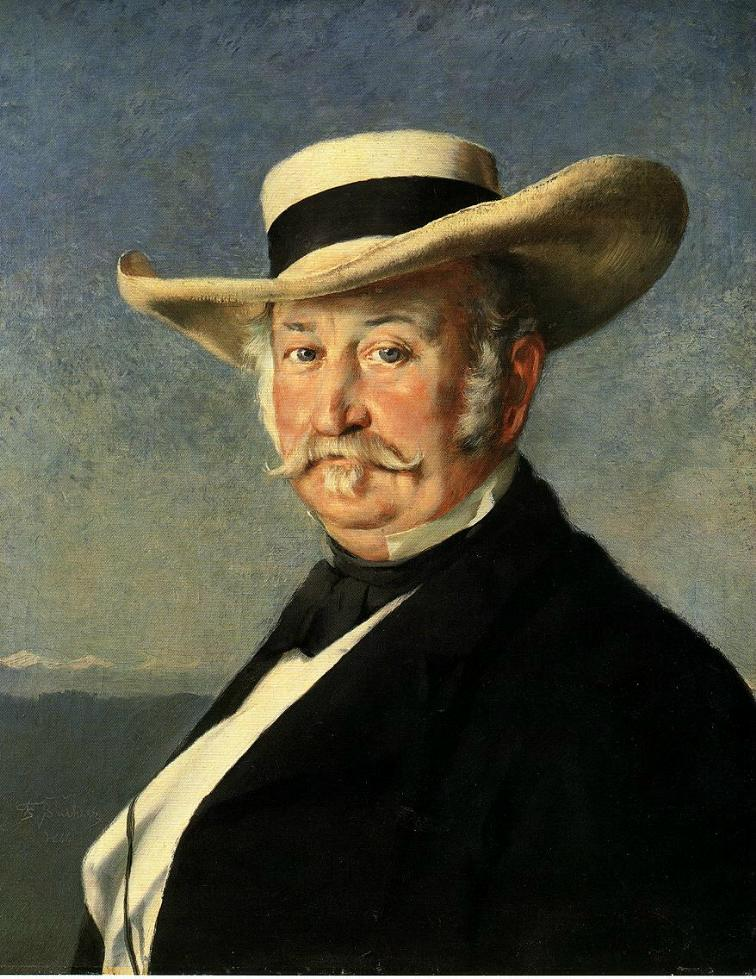
Sutter em 1866

John Sutter ou Johann Augustus Sutter (23 de Fevereiro de 1803 – 18 de Junho de 1880) foi um comerciante, aventureiro e colonizador germano-suíço emigrado na Califórnia.

## Europa
Sutter nasceu na localidade de Kandern, em Baden, na fronteira com a Suíça. O seu pai provinha da vizinha localidade suíça de Rünenberg, Cantão de Basileia-Campo,  e trabalhava na Baviera como capataz de uma papeleira de propriedade suíça. Começou os estudos em Kandern e a partir de 1819 na Suíça francesa. Depois trabalhou em diferentes cidades e conheceu em Aaburg Annette Dübeld, com quem casou em 1826. Montou, com ajuda da sogra, uma pequena tenda de venda de panos e ferraria. Em 1834, após a sogra lhe retirar o apoio económico, Sutter decidiu emigrar para os Estados Unidos da América.

## América

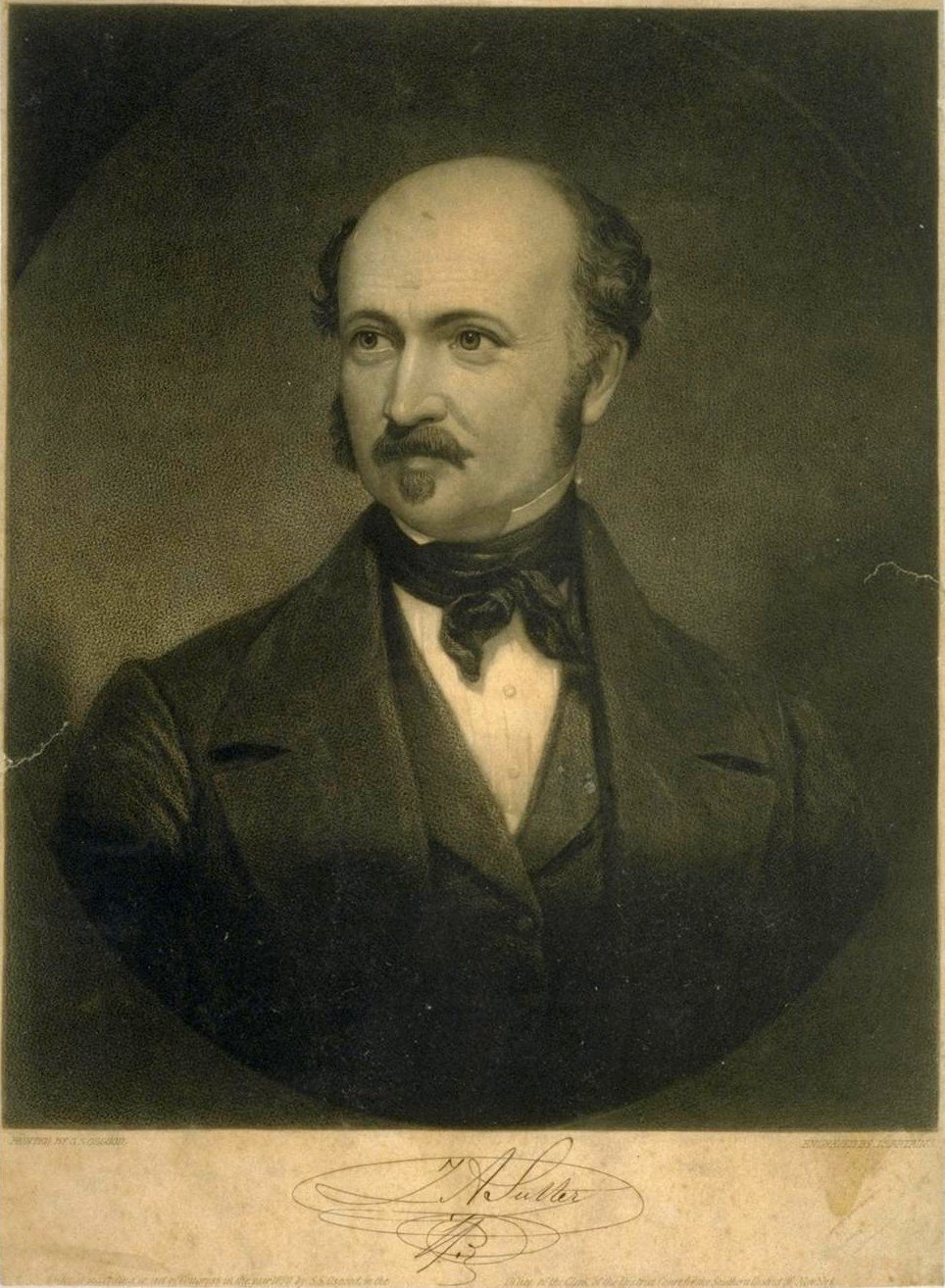
Sutter em 1835

Em 14 de Julho de 1834 desembarcou em Nova Iorque e imediatamente se dirigiu a Saint Louis, Missouri. Entrou em contacto com outros emigrantes alemães que estavam a preparar uma expedição a Santa Fe e uniu-se a eles. Durante algum tempo dedicou-se a fazer negócio com os mexicanos. Em Abril de 1838 partiu para a Califórnia, tendo em Outubro chegado a Fort Vancouver, posto comercial no Oregon. Após complicado trajecto por mar chegou a San Francisco em Julho de 1839.

## Nova Helvecia
Sutter conseguiu permissão do governador, Juan Bautista Alvarado para se estabelecer a leste do rio Sacramento em território dos índios Miwok no que depois se converteria na cidade de Sacramento. Sutter denominou a colónia como Nova Helvécia em homenagem ao seu país. Ao serviço dos brancos trabalhavam nativos americanos, alguns havaianos que vieram desde Honolulu, e alguns europeus. Em 29 de Agosto de 1840 recebeu a nacionalidade mexicana.
Devido à cada vez maior hostilidade dos índios do território, Sutter decidiu converter a sua residência em forte, conhecido como Forte Sutter. 1841 foi um ano-chave, britânicos e norte-americanos ambicionavam a Califórnia e os Estados Unidos enviaram duas expedições ao território quando começou a emigração em massa de norte-americanos para a Califórnia. Vendo afectado Forte Sutter com a chegada de 200 americanos, nesse ano os russos puseram à venda os seus postos de Bodega e Ross, ao norte de San Francisco e fizeram ofertas à Companhia da Baía de Hudson e aos mexicanos mas estes não se interessaram, pelo que Sutter aproveitou para os comprar por uma soma enorme.
Sutter dedicou esses terrenos ao cultivo intensivo de trigo. O governo mexicano enviou um novo governador, Manuel Micheltorena para substituir Alvarado e este levantou-se em armas. Sutter interveio militarmente em apoio do governador e participou na batalha de Cahuenga (1845) que acabou na derrota do governador, e Sutter foi feito prisioneiro. Posto em liberdade, voltou às suas terras. Durante a revolta dos colonos norte-americanos contra o México, dirigida por John Frémont que declarou a República da Califórnia em 1846, os rebeldes capturaram Fort Setter e depuseram Sutter. Com o começo da guerra Mexicano-Americana e a entrada das tropas americanas na Califórnia Sutter recuperou o comando do forte e converteu-se em cidadão norte-americano.
Em Janeiro de 1848 o encarregado da serração de Coloma, propriedade de Sutter descobriu pó de ouro em Sutter's Mill. Sutter pediu-lhe que guardasse silêncio mas a noticia correu rapidamente e deu início ao que se conhece como a Corrida do ouro na Califórnia. Os trabalhadores de Sutter deixaram os seus trabalhos e grandes multidões invadiram Fort Sutter e as serras em redor e Sutter perdeu dinheiro. Em meados do ano chegou o seu filho maior Augustus, a quem mandara chamar da Suíça, que tentou reorganizar os negócios do seu pai; em 1850 chegou o resto da sua família e Sutter converteu-se em pioneiro no cultivo de árvores de fruto.
Em 1851 o Congresso dos Estados Unidos aprovou uma lei que retirava a posse a todos os proprietários mexicanos, Sutter gastou quase todo o seu dinheiro em apelos ao governo e ainda conseguiu uma pensão do Congresso de 250$ mensais. Em 1866 mudou-se para Lititz, Pensilvânia.